# NGC 2689
NGC 2689 ist eine linsenförmige Galaxie vom Hubble-Typ S0 im Sternbild Großer Bär am Nordsternhimmel. Sie ist schätzungsweise 721 Millionen Lichtjahre von der Milchstraße entfernt.
Im selben Himmelsareal befinden sich die Galaxien NGC 2684, NGC 2686, NGC 2687 und NGC 2688.
Das Objekt wurde am 11. März 1858 vom irischen Astronomen R. J. Mitchell entdeckt.